# Бульвар Эсамбаева
Бульвар Эсамбаева (в царское время — Дундуковская, в советский период — Сталина, затем проспект Революции) — одна из центральных улиц Грозного. Улица проходит от центральной площади Грозного до Театральной площади, на которой расположено здание Чеченского драматического театра имени Ханпаши Нурадилова. На этой же улице располагаются здание Чеченского государственного театра юного зрителя и Барский дом. Здесь также находилось здание Академии наук Чеченской Республики, но в 2022 году оно было снесено.

## История
Первоначально улица была названа в честь командующего Кавказским военным округом и главноуправляющего гражданской частью на Кавказе А. М. Дондукова-Корсакова. В середине XIX века на этом месте были торговые ряды, вместо которых постепенно сформировался торговый двор, где можно было купить любой товар. Из-за постоянных разливов Сунжи двор перенесли на место, где впоследствии был построен завод «Красный молот». На освободившемся месте началось бурное строительство будущего центра города. Поначалу дома были саманными и деревянными, из-за чего часто случались пожары. Одним из первых кирпичных зданий на улице был «Гранд-Отель», построенный в конце XIX века.
В 1930 году улица получила имя И. В. Сталина. В 1960-е годы улица была переименована в проспект Революции. В 2003 году бульвар был переименован в честь известного артиста балета и эстрады, хореографа, балетмейстера, общественного деятеля, Героя Социалистического Труда, Народного артиста СССР Махмуда Эсамбаева.

## Реконструкция
В сентябре 2018 года была завершена реконструкция улицы, в ходе которой на ней была выложена 21 тысяча м² тротуарной и гранитной плитки, высажено более 2,5 тысяч цветов, 500 кустов, 180 деревьев лиственных и хвойных пород. После реконструкции улица стала чисто пешеходной. По всей улице расставлены скамейки, имеются клумбы, игровые площадки, красочное освещение. На бульваре много кафе и ресторанов. Практически все туристические маршруты по Грозному включают в себя посещение этой улицы.